# رئيس إسرائيل
رئيس الدولة في إسرائيل (بالعبرية : נשיא המדינה) هو منصب صوري وإلى حد كبير غير سياسي وفخري ومجرد عمليا من السلطات التنفيذية، حيث أن القوة التنفيذية الحقيقية تقع في يد رئيس الوزراء كسائر الأنظمة البرلمانية. ويتم اختيار الرؤساء من قبل الكنيست لدورة مدتها 7 سنوات، ولا يجوز تجديدها. والرئيس الحالي هو إسحاق هرتزوغ الذي تولى المنصب في 7 يوليو 2021
تحدد القوانين الأساسية لإسرائيل سلطات الرئيس، وإجمالاً فإن سلطات رئيس الدولة محدودة إذ ليست له سلطات تنفيذية، وليس له حق حضور اجتماعات مجلس الوزراء ولا الاعتراض على التشريعات التي يصدرها الكنيست، ولا يحق له مغادرة إسرائيل دون موافقة الحكومة، ولا يحق له حل الكنيست أو إقالة الحكومة.

## وصلات خارجية
موقع رئاسة الدولة الرسمي